# Criterio de Schwarzschild
Descubierto por Karl Schwarzschild, el criterio de Schwarzschild es un criterio en astrofísica donde un medio estelar es estable contra la convección donde
{\displaystyle -{\frac {dT}{dZ}}<{\frac {g}{C_{p}}}}
Donde {\displaystyle g} es la gravedad y {\displaystyle C_{p}} es la capacidad calorífica a presión constante.
Si un gas es inestable contra la convección, entonces si un elemento se desplaza hacia arriba, su flotabilidad hará que siga aumentando o, si se desplaza hacia abajo, será más denso que el entorno y continuará hundiéndose. Por lo tanto, el criterio de Schwarzschild dicta si un elemento de una estrella se elevará o hundirá si es desplazado por fluctuaciones aleatorias dentro de la estrella o si las fuerzas que experimenta el elemento lo devolverán a su posición original.
Según el criterio de Schwarzschild para mantener el elemento desplazado debe tener una velocidad global que sea altamente subsónica. Si este es el caso, entonces el tiempo durante el cual cambian las presiones que rodean al elemento es mucho más largo que el tiempo que tarda una onda de sonido en atravesar el elemento y suavizar las diferencias de presión entre el elemento y su entorno. Si este no fuera el caso, el elemento no se mantendría unido mientras viajaba a través de la estrella.
Para seguir subiendo o hundiéndose en la estrella, el elemento desplazado no debe ser capaz de convertirse en la misma densidad que el gas que lo rodea. En otras palabras, debe responder adiabáticamente a su entorno. Para que esto sea cierto, debe moverse lo suficientemente rápido como para que no haya tiempo suficiente para que el elemento intercambie calor con su entorno.